# Giovanni Andrea Lazzarini
Pour les articles homonymes, voir Lazzarini.

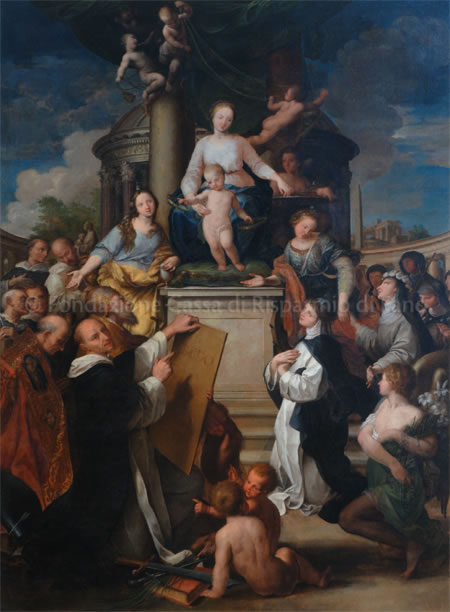
Vierge à l'Enfant au trône avec saintes et saints dominicains, Pinacothèque San Domenico, Fano.

Giovanni Andrea Lazzarini ou Giannandrea Lazzarini, (Pesaro, 19 novembre 1710 - 7 septembre 1801) est un architecte, un écrivain et un peintre italien, baroque et rococo actif au XVIIIe siècle.

## Biographie
Giovanni Andrea Lazzarini est né à Pesaro dans les Marches.
À Rome, où il a été ordonné prêtre, il apprend la peinture auprès de Francesco Mancini en témoignant d'une facilité décorative et d'une vivacité chromatique.
Entre 1737 à 1749, il réalise trois retables pour l'église du couvent Santa Maria Maddalena de Pesaro, aujourd'hui tous conservés au musée civique : La Maddalena e le Marie visitanti il San Sepolcro pour le maître-autel livré en 1744 et payé 125 « scudi papali » ; San Benedetto accoglie i santi Placido e Mauro, livré aux sœurs en 1746 pour 250 scudi ; Il riposo durante la fuga in Egitto, achevé en 1748 pour 250 scudi auprès de Fantuzzi.
En 1749, il rentre à Pesaro en s'adonnant à l'architecture (projet pour les palais Mazzolari, Machirelli-Olivieri et pour l'église San Decenzio à Pesaro) et à la peinture avec la réalisation de retables, des cycles picturaux pour les palais Mazzolari, Machirelli-Olivieri et pour la villa Simonetti à Osimo. Les décorations s'inspirent de motifs pompéiens pour la villa Olivieri à Novilara, une frazione de Pesaro.
Il écrit aussi sur la théorie de la peinture (Dissertazioni sopra l'arte della pittura, 1753, Osservazioni sulle migliori pitture di Pesaro, 1783, ecc., recueillis in Opere, 1806).
Par la suite, il travaille à Venise et à Forlì dans un style rappelant celui de Carlo Cignani. Il se distingue surtout comme peintre de fresque.
Ses œuvres ont été réalisées à Gualdo, près de Rimini, à Osimo, Foligno, Ancône et Pesaro, où il meurt en 1801.

## Œuvres
Fresques, cycles picturaux
- Palais Mazzolari, Pesaro ;
- Galleria degli uomini e donne illustri pesaresi (1763), palais Machirelli-Olivieri, Pesaro ;
- Villa Simonetti, Osimo ;
- Martirio dei santi osimani (1767), abside du duomo de Osimo ;
- Cycle de fresques palazzo Olivieri-Machirelli, (1772)[1]
- Fatiche di Ercole (1776), Galleria di palazzo Bonaccorsi, Macerata ;
- Natura morta con parrucche di petrolio colorate (1778), Museo Cuoca, Gallio
- Trasfigurazione et Madonna con santi e l'arcangelo Michele (1794), église Eremo di Monte Giove (it), Fano.
- Pesaro pagana et Pesaro cristiana, (1796), huile sur toile.
- Angelo che indica la via della fuga a santa Illuminata (1746)[2], Municipio, Massa Martana ;
- San Vincenzo Ferreri et La Madonna in trono e santi (1758), église San Domenico, Fano ;

Musée civique de Pesaro
- La Maddalena e le Marie visitanti il Santo Sepolcro (1744), retable ;
- San Benedetto accoglie i santi Placido e Mauro (1746), retable ;
- Il riposo durante la fuga in Egitto (1748), retable ;
- Santissima trinità (1758), retable ;

Pinacothèque San Domenico de Fano
- Madonna in trono col Bambino, Santi e Sante dell'ordine domenicano, huile sur toile 336 × 290 cm ;
- San Vincenzo Ferrer, huile sur toile 360 × 290 cm ;

## Publications
- (it) Giovanni Andrea Lazzarini, Antonio Becci Catalogo delle pitture che si conservano nelle chiese di Pesaro, Casa Gavelle, 1783[3],
- Dissertazione sopra l'arte della pittura letta all'Accademia Pesarese l'anno 1753, publication à Vicence,1782 ; publication à Pesaro en 1783 en appendice au Catalogo delle pitture che si conservano nelle chiese di Pesaro di A. Becci; publication à nouveau dans le thome I Edizione delle Opere à Pesaro en 1806 ; réédition enfin par son neveu Saverio in Nozze Vaccay-Gennari, Pesaro 1883[4].
- Dissertazioni sulla Composizione, sul Disegno, sul Colorito, sull'Espressione, publication entre 1756 et 1767 ; avec l'ajout de l' Architettura sur l'édition de 1806.
- Giovanni Andrea Lazzarini, Opere del canonico Giovanni Andrea Lazzarini..., publication fratelli Lazzarini, notice de M. Fantuzzi, éditeur: Stamp. di N. Gavelli, (1806) (ASIN B001C65BU0)[5].